# Тибетское го
Тибетское го — историческая разновидность игры го, в настоящее время сохранившаяся только в индийском штате Сикким и Тибете.

## Особенности
Правила тибетского го отличаются от правил современного го следующими особенностями:
- Игровая доска имеет размер 17x17 линий.
- Пункты хоси (звезда) на доске никак не помечаются.
- Игра начинается не с пустой доски, перед первым ходом на доску выставляется 12 камней — 6 чёрных и 6 белых. Камни выставляются на третьей линии, через три пункта, чередуя чёрные и белые.
- Первый ход делают белые.
- Разрешены ходы не далее чем через один пункт от уже стоящего на доске камня своего цвета.
- Игрок, первым поставивший камень в центральный пункт доски, получает при подсчёте дополнительно 5 очков.
- Если противник захватил угол доски, в котором стоит камень игрока (создав там живую группу или захватив угловой камень), то у игрока при подсчёте вычитается 20 очков.
- Усиленное правило ко — запрещено ходить в пункты, с которых на предыдущем ходу были сняты камни.
- Подсчёт очков — по китайским правилам: каждый пустой пункт своей территории и каждый свой камень, поставленный на доску, приносят по одному очку.

## История
Очевидна близость правил тибетского го к правилам современного го. В этой игре есть также особенности, роднящие её с известными правилами го, отменёнными в древности. Например, в Китае долго действовало правило, по которому перед первым ходом на доску выставлялось несколько камней обоих цветов. Самая старая из известных археологам досок для го имеет размер 17х17, а не 19х19 линий, как сейчас, однако, в Китае неизвестны другие доски таких размеров, не сохранилось и записей партий на таких досках. Всё это заставило исследователей предположить, что тибетское го — это старый вариант го, который в древности пришёл в Тибет, прижился там и, в силу отделённости региона от Китая, не подвергся изменениям, внесённым в игру позже.